# Johan Schilstra

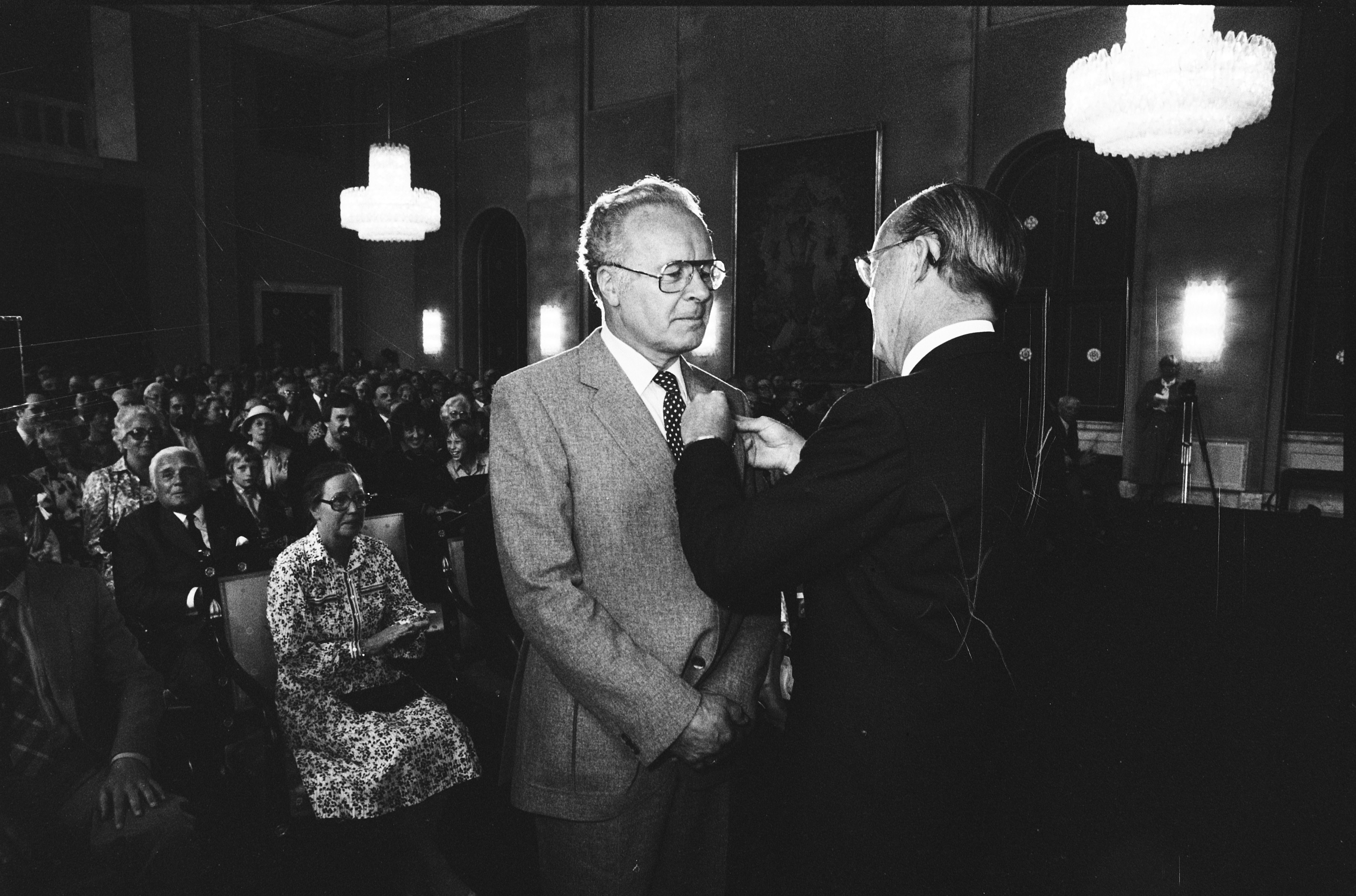
Johan Schilstra krijgt Zilveren Anjer uitgereikt, 1979

Johannes Jouke (Johan) Schilstra (Apeldoorn, 28 februari 1915 – Bergen NH, 9 februari 1998) was een Nederlandse leraar, historicus en bestuurder. Hij was vanaf 1946 werkzaam als leraar Engels aan de Rijks-HBS in Enkhuizen, na 1955 aan de Rijks-HBS in Alkmaar, die later bekend was als de Rijksscholengemeenschap Noord-Kennemerland. Daarnaast speelde hij een prominente rol in verschillende culturele en maatschappelijke organisaties, waar hij zich inzette voor het behoud van cultureel en historisch erfgoed in Noord-Holland.

## Biografie
Johan Schilstra werd geboren in Apeldoorn, waar hij in 1927 werd toegelaten tot de Koninklijke HBS. Na een opleiding aan de Rijkskweekschool in Leeuwarden, werd hij onderwijzer in Rotterdam. In 1941 werd hij benoemd tot onderwijzer aan de Montessorischool voor ulo in Amsterdam. In 1946 verhuisde hij naar Enkhuizen, waar hij leraar Engels aan de Rijks HBS werd. In 1954 werd hij leraar Engels in Alkmaar. Aanvankelijk woonde Schilstra in Alkmaar. Rond 1960 verhuisde hij naar de Komlaan in Bergen.
Van 1957 tot 1981 bekleedde Schilstra het voorzitterschap van de Vereniging voor Volkshuisvesting Alkmaar. Onder zijn leiding nam de vereniging een kritische houding aan ten aanzien van stadsuitbreidingsplannen in Alkmaar-Noord, waarbij hoogbouw werd voorgesteld. Schilstra pleitte voor meer aandacht voor de sanering en revitalisering van de binnenstad en uitte zijn zorgen over het gebrek aan visie in de stedenbouwkundige plannen van die tijd.
Naast zijn bestuurlijke activiteiten was Schilstra een fervent amateurhistoricus. Van 1966 tot 1985 was Schilstra voorzitter van de historische vereniging Oud Alkmaar. Hij publiceerde onder meer een reeks boeken over de waterschapsgeschiedenis en het Noord-Hollandse landschap, waaronder Westfriese Omringdijk, Het Noord-Hollandse Landschap en Dit Land Boven het IJ. Ook was hij een verzamelaar en kenner van speculaasplanken. Hij schreef over de geschiedenis en symboliek daarvan onder meer de boeken Koekplanken (1961) en Prenten in Hout: speculaas-, taai- en dragantvormen in Nederland (1985).
Zijn passie voor behoud van het Westfriese landschap met zijn dijken, molens en stolpboerderijen kwam tot uiting in zijn mede-oprichting van de Boerderijenstichting Noord-Holland Vrienden van de Stolp. Hij was bovendien bestuurslid van het Historisch Genootschap Oud West-Friesland, nu bekend als het Westfries Genootschap en van de Vereniging Vrienden van het Zuiderzeemuseum.
Als lid van Provinciale Staten van Noord-Holland, in de periode 1974–1982, zette Schilstra zich in voor de oprichting van een provinciale monumentenlijst. Zijn inspanningen resulteerden in de erkenning van de Westfriese Omringdijk als het eerste provinciale monument. Het dieselgemaal J. Leegwater in Alkmaar, dat vanaf 1994 provinciale bescherming genoot, is eveneens een voorbeeld van zijn inzet voor het behoud van erfgoed. In 1989 werd de beheerstichting van het dieselgemaal J. Leegwater naar hem vernoemd. De stichting werd in 2011 opgeheven.

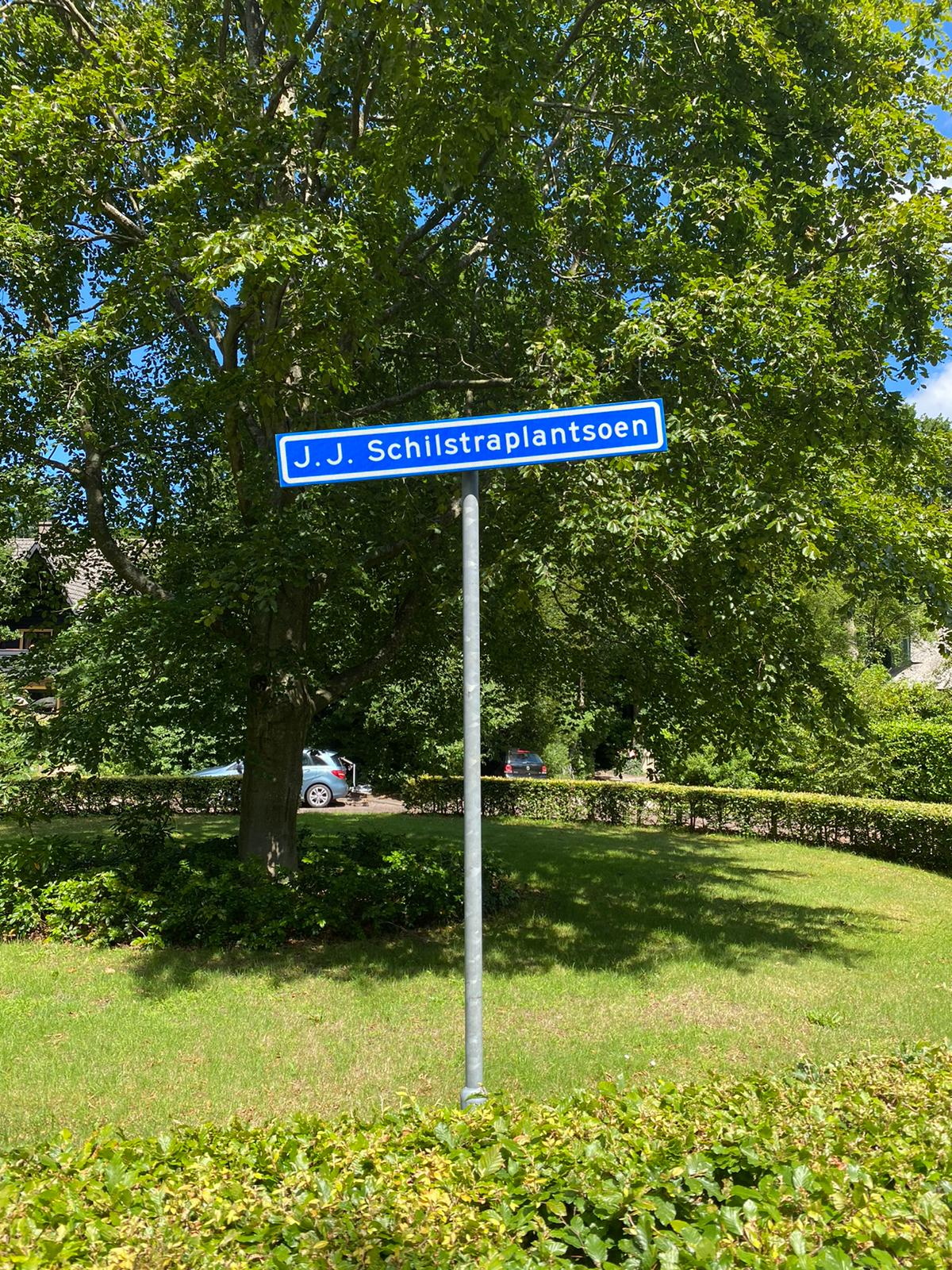
J.J. Schilstraplantsoen in Bergen

Johan Schilstra overleed in 1998 in Bergen. 

## Onderscheidingen
- Ridder in de Orde van Oranje-Nassau (KB 18 april 1969, no. 24)[18]
- Zilveren Anjer, 1979[19]

## Eerbetoon
- De nagedachtenis van Schilstra wordt jaarlijks geëerd met een extra draaidag van het dieselgemaal J. Leegwater op zijn geboortedag.[9]
- In Bergen (NH) werd het J.J. Schilstraplantsoen naar hem vernoemd.